# Crateri di Giano
Segue una lista dei crateri d'impatto presenti sulla superficie di Giano. La nomenclatura di Giano è regolata dall'Unione Astronomica Internazionale; la lista contiene solo formazioni esogeologiche ufficialmente riconosciute da tale istituzione.
I crateri di Giano portano i nomi di personaggi legati al mito dei Dioscuri. La stessa norma vale anche per Epimeteo a sottolineare la natura gemellare delle due lune che condividono la stessa orbita.
Giano è stato raggiunto dalle sonde Voyager 2 e Cassini-Huygens. I dati raccolti durante i sorvoli ravvicinati non sono stati comunque sufficienti a determinare coordinate e dimensioni delle caratteristiche superficiali per cui l'IAU identifica le caratteristiche tramite mappe fotografiche in attesa che ulteriori missioni forniscano dati più precisi.

## Prospetto
| Cratere | Eponimo | Latitudine | Longitudine | Diametro |
| ------- | --- | ---------- | ----------- | -------- |
| Castor  | Castore - Uno dei due Dioscuri.                                                                                                  | n.d.       | n.d.        | n.d.     |
| Idas    | Ida - Gemello di Linceo, affiancò i Dioscuri in varie imprese.                                                                   | n.d.       | n.d.        | n.d.     |
| Lynceus | Linceo - Gemello di Idas, affiancò i Dioscuri in varie imprese.                                                                  | n.d.       | n.d.        | n.d.     |
| Phoibe  | Febe - Figlia di Leucippo, venne promessa in sposa con la sorella Ilaria ai gemelli Idas e Linceo, ma venne rapita dai Dioscuri. | n.d.       | n.d.        | n.d.     |